# Emilio Massera
Emilio Eduardo Massera (Paraná, 19 de outubro de 1925 — Buenos Aires, 8 de novembro de 2010)  foi um militar argentino.
Neto de imigrantes suíços, viveu sua adolescência na cidade de La Plata e terminou o segundo grau no Colegio Nacional de La Plata. Seguiu carreira militar na Marinha Argentina (Armada Argentina). Destacou-se entre seus colegas de arma como um hábil articulador político. Anti-peronista convicto participou do golpe que destituiu Juan Perón em 1955.
Ironicamente foi promovido à almirante pelo próprio Perón após seu retorno de exílio em 1973. Após a morte do general em 1974, Massera somou-se aos conspiradores que efetuaram o golpe de estado em 24 de março de 1976 conta a presidente María Estela Martínez de Perón.
Membro integrante da junta militar ao lado de Jorge Rafael Videla (Exército) e Orlando Ramón Agosti (Aeronáutica), Massera protagonizou através da Marinha Argentina uma repressão implacável aos opositores do regime, com um saldo de milhares de mortos.
Comandou o "centro de detenção clandestino" da Marinha em Buenos Aires, conhecido como ESMA (Escola Superior de Mecânica da Armada). Neste local estima-se que passaram 5000 (cinco mil presos) e entre eles uma centena sobreviveu. Massera foi julgado e condenado a prisão perpétua em 1985. Indultado pelo governo de Carlos Menem, Massera se tornou novamente alvo da justiça após Néstor Kirchner reabrir os processos contra os militares da última ditadura.
Faleceu na tarde de 8 de novembro de 2010, vítima de uma hemorragia cerebral.